# Cora (groupe)
Pour les articles homonymes, voir Cora.
Cora est un duo pop allemand. Il a été fondé au début des années 1980, à l’apogée de la Neue Deutsche Welle à Berlin, par les deux musiciennes Cornelia von dem Bottlenberg (née en 1951) et Swetlana von dem Bottlenberg (née Minkow, en 1951 en Bulgarie)

## Cornelia,enfant star
Dès l’âge de huit ans, Cornelia von dem Bottlenberg accède à une première renommée : en 1959, elle incarne le rôle de la fillette Anneliese dans le téléfilm allemand Peterchens Mondfahrt (de).

## Carrière musicale
Déjà lorsqu’elles étaient jeunes filles, Cornelia von dem Bottlenberg, surnommée Cora, et Swetlana Minkow ont tenté indépendamment l’une de l’autre de percer dans une carrière musicale en Allemagne. Cora et son frère Frank, appartenant tous deux à la famille noble des Herren von dem Bottlenberg, ont publié plusieurs singles en duo sous le nom Cora & Frank à la fin des années 1960. Swetlana a également sorti des singles au cours de cette période.
Les deux chanteuses se sont rencontrées dans les années 1970 comme choristes sur les enregistrements des singles Er gehört zu mir et Marleen de Marianne Rosenberg, et ont appris à s’aimer. Jusqu’au début des années 1980, Cora et Swetlana ont voyagé en tournée avec divers groupes dans des discothèques et des clubs à travers l’Europe, pour divertir le public avec un mélange de chant et de danse. L’un des groupes s’appelait Ladygirls. Ce trio (Agnes Radić en était le troisième membre) a sorti un single et un album intitulé Die goldenen 70er Jahre.
Au début des années 1980, les deux artistes féminines ont également travaillé pour la première fois comme auteurs-compositeurs et productrices pour d’autres artistes. Pendant cette période, deux morceaux sont produits avec le duo Conny & Jean (en) (Das Gefühl füreinander zu leben en 1983 et Du bist da en 1985). Sur Du bist da, elles ont participé comme choristes lors de la phase éliminatoire pour la sélection allemande au Concours Eurovision de la chanson 1985, diffusée à la télévision, à l’issue de laquelle Conny & Jean ont obtenu la onzième et avant-dernière place.
Avec l’aide de Frank Farian, l’album Liebeskummer est produit en 1983. Mise à part la chanson Abends in der Disco, Cora (Cornelia) chante seule tous les titres de ce LP. En 1984, Cora (le duo) écrit pour Juliane Werding la chanson Amsterdam (Liebe hat total versagt) mais Werding la refuse. Farian et le groupe Cora produisent alors ce morceau ensemble. Amsterdam est le premier single sur lequel Swetlana endosse le rôle de chanteuse principale. Le titre devient un succès dans les hit-parades des diffusions radiophoniques. La version en anglais de la chanson, sortie près d’un an plus tard, atteint le palmarès français et reste dans le top 30 pendant quatre mois. Une version en français du tube Amsterdam est enregistrée en 1986 par Michèle Torr et sort en single en France.
En 1990, Cora reçoit le prix Goldene Europa (en) en tant que Beste Newcomer des Jahres (meilleure révélation de l’année) pour le single In the Name of Love, récompense décernée par la Saarländischer Rundfunk (Radio de Sarre). Après cela, le groupe se fait plus discret. Son dernier single sort en 1992.
Les deux musiciennes, qui se sont entretemps unies dans un partenariat civil (Svetlana a pris le nom de famille de Cora), déménagent à Golm pour gérer un hôtel-restaurant.
Fin 2003, Cora fait son retour. Tout d’abord, le duo sort un remix de son hit Amsterdam et un album de leurs plus grands succès. À la fin 2004 sort un album contenant du nouveau matériel. En 2007 et 2008, elles publient de nouveau des compilations avec leurs plus grands succès et quelques nouvelles chansons, dont le single Du gehörst zu mir et In the Name of Love dans une version remixée.

## Discographie

### Œuvres antérieures
Cora & Frank
- Wie eine Liebe entsteht / Träume sind nicht immer Schäume (single, années 1960)
- Schöner Mann, Goodnight / Dann ist Sonntag für mich (single, 1968)
- Alles kommt anders (People Got to Be Free) / Zeig mir bei Nacht die Sterne (Let It Be Me) (single, années 1960)
- Jeden Morgen (Morning of My Life) / Love Song (single, 1970)[4]

Swetlana
- Morgen wird die Sonne wieder scheinen / Gregory (single, 1970)
- Tabatinga / Abschied (single, 1971)

Anja, Cora & Tina
- Ein bißchen Na Na Na / Hol’ dir den Sonnenschein (single, 1971)

Ladygirls
- Die goldenen 70er Jahre / Cäsar (single, 1975)
- Die goldenen 70er Jahre (LP, 1975)
- Rain, Rain, Rain / Call Me Tonight (single, 1978)

### Singles
- Istanbul (août 1983)
- Liebeskummer (février 1984)
- Amsterdam (Liebe hat total versagt) (octobre 1984)
- Wer darf das für uns entscheiden (mars 1986)
- Amsterdam (englische Version) (1986)
- Tender Is the Night (avril 1987 – sorti seulement en France et au Benelux)
- Perestroika [Projekt: Garbo] (1987)
- In the Name of Love (octobre 1989)
- I Call It the Blues (juin 1990)
- America [Projekt: Flame] (1990)
- I’m So Hurt (février 1991)
- Change the World (avril 1992)
- Mélodie d’amour [Projekt: Papillon] (1993)
- Suzanne [Projekt: Panta Rhei] (août 1999)
- Amsterdam (remix, mai 2003)
- Liebe pur (décembre 2003)
- Hunderttausend Rosen (août 2004)
- So lang es geht (mai 2005)
- Ich + Dany (janvier 2006)
- Der große Traum vom Fliegen (single promotionnel, mai 2006)
- Allein seit dieser Nacht (single promotionnel, octobre 2006)
- Du gehörst zu mir (février 2007)
- In the Name of Love – Remix 2007 (décembre 2007)
- Einen Sommer lang (juin 2008)
- Amsterdam (Axel Fischer feat. Cora, 2008)
- Regenbogengold (juillet 2009)
- Die Tochter (mars 2010)
- Über den Wolken (mai 2010)
- Du bist der Sommer (mars 2011)
- Erlöse mich (septembre 2011)
- Mein Wunder (décembre 2012) (disponible avec l’album Weihnachtskuschelbox)
- Sommer auf dem Balkon (juin 2013)
- Wenn der Sommer kommt (juin 2014)
- Himalaya (juin 2015)
- Die Sonne der Kindheit (février 2016)
- Wir werden uns nochmal begegnen (novembre 2016)
- Wenn der Sommer kommt (juin 2014)
- Einmal so wie Marilyn (août 2017)
- Bin dann mal weg (2018)
- Unsere Lieder (mars 2019)

### Albums
- Liebeskummer (1983)
- Mélodie d’amour [Projekt: Papillon] (1993)
- Zeit für Gefühle (1996)
- Cora pur (2003)
- Komm, wir fahren nach Amsterdam (2004)
- Best of Cora (double CD, 2006)
- Amsterdam – Die neue Best Of (2007)
- Komm wir fahren nach Amsterdam – Die Neue Best Of (double CD, mars 2008)
- Traum von Amsterdam – Jubiläumsalbum (juin. 2008)
- Regenbogengold (mai 2009)
- Noch ein Leben (mai 2011)
- Winterrosen (décembre 2011)
- Die Weihnachtskuschelbox (décembre 2012)
- Wunderbar (juillet 2015)

### Vidéos
- Komm wir fahren nach Amsterdam / Die Cora Story Teil 1 (décembre 2007)